# Santuario de San Salvador
Santuario de San Salvador är ett monument i Spanien.   Det ligger i regionen Balearerna, i den östra delen av landet, 600 km öster om huvudstaden Madrid. Santuario de San Salvador ligger 438 meter över havet.
Terrängen runt Santuario de San Salvador är platt åt nordväst, men åt sydost är den kuperad. Santuario de San Salvador ligger uppe på en höjd. Santuario de San Salvador är den högsta punkten i trakten. Närmaste större samhälle är Felanitx, 3,9 km väster om Santuario de San Salvador. Trakten runt Santuario de San Salvador består till största delen av jordbruksmark.